# Бригадин, Пётр Иванович
Пётр Ива́нович Брига́дин (бел. Пётр Іва́навіч Брыга́дзін; 24 августа 1949, Молодово, Пинская область — 12 декабря 2021, Минск) — белорусский историк, министр образования Республики Беларусь (2001—2003), ректор Академии управления при Президенте Республики Беларусь (2000—2001).

## Биография
В 1971 г. окончил исторический факультет БГУ. Наибольшее влияние на формирование исторического мировоззрения оказали Г. М. Лившиц, Ф. М. Нечай, Н. П. Полетико, П. 3. Савочкин, В. М. Сикорский, Л. М. Шнеерсон. Обучался в аспирантуре БГУ (1975—1978). В 1978 г. защитил кандидатскую диссертацию «Комсомол Белоруссии — активный помощник партии в культурном строительстве (1966—1970 гг.)» (науч. рук. — профессор М. Е. Шкляр). В 1995 г. защитил докторскую диссертацию «Эсеры в Беларуси (конец XIX в. — февраль 1917 г.)». Профессор (1996). Преподаватель кафедры истории КПСС гуманитарных факультетов, секретарь комитета комсомола, заместитель секретаря парткома БГУ, заведующий отделом ЦК ЛКСМБ, инструктор отдела науки и учебных заведений ЦК КПБ. Проректор по учебной работе (1988—1994), заведующий кафедрой истории Беларуси нового и новейшего времени (1994—1996), первый проректор БГУ (1996—2000), одновременно — ректор Республиканского института высшей школы. Ректор Академии управления при Президенте Республики Беларусь (2000—2001), Министр образования Республики Беларусь (2001—2003). С 2003 г. — по апрель 2018 г. директор Государственного института управления и социальных технологий БГУ. С апреля 2018 г. по 12 декабря 2021 года — директор Государственного учреждения образования «Институт бизнеса Белорусского государственного университета». Был членом Совета Республики Национального собрания Республики Беларусь и Парламентского собрания Союза Беларуси и России, Президиума НАН Беларуси, ВАК Республики Беларусь. Возглавлял Совет по защите докторских диссертаций.
Скончался 12 декабря 2021 года. 14 декабря в здании ректората БГУ состоялось прощание с усопшим, после чего он был похоронен на Западном кладбище Минска.

## Научные интересы
Политическая история Беларуси нового и новейшего времени. Автор более 70 работ.
Подготовил трёх докторов и семерых кандидатов наук.

## Основные публикации
- Эсеры в Беларуси (конец XIX в. — февраль 1917 г.). — Мн., 1994.
- Усевалад Ігнатоўскі: палітычны дзеяч, вучоны. — Мн., 1998. (у сааўт.)
- На пераломе эпох: станаўленне беларускай дзяржаўнасці (1917—1920 гг.). — Мн., 1999. (у сааўт.)
- Паміж Усходам і Захадам: станаўленне дзяржаўнасці і тэрытарыяльнай цэласнасці Беларусі (1917—1939 гг.). — Мн., 2003. (у сааўт.)
- Военная школа в Беларуси (XIII в. — перв. четв. XIX в.). — Мн., 2004.
- Мятежный корпус: из истории Александровского Брестского кадетского корпуса (1842—1863). — Мн., 2007.
- Гісторыя Беларуси. Курс лекцый: У 2 т. — Мн., 2000, 2002. (у сааўт.)
- Беларусазнаўства: Вучэб. дапам. — Мн., 2000 (у сааўт.)
- История Беларуси в контексте европейской истории: Курс лекций. — Мн., 2007; Электронная библиотека БГУ (PDF). Дата обращения: 28 января 2017.
- Мятежный корпус: из истории Александровского Брестского кадетского корпуса (1842—1863). — Мн., 2007. (в соавт.); Электронная библиотека БГУ (PDF). Дата обращения: 28 января 2017.
- Ценностные ориентации белорусского студенчества: сравнительный социологический анализ (1998—2009 гг.). — Мн., 2010. (в соавт.). Электронная библиотека БГУ (PDF). Дата обращения: 28 января 2017.

## Награды и премии
- Медаль «За трудовую доблесть» (1980)
- Почётная грамота Совета Министров Республики Беларусь (1998)
- Почётная грамота Национального собрания Республики Беларусь (2001)
- Заслуженный работник образования Республики Беларусь (1999).